# Mare de Déu de la Creu
La Mare de Déu de la Creu és una església al nucli de Montmaneu (Anoia) inclosa a l'Inventari del Patrimoni Arquitectònic de Catalunya. És un centre d'arrelada devoció popular, vora el qual hi havia hagut un antic hospital de vianants. És una capella d'única planta rectangular acabada amb absis; absis que, a l'interior, resulta ser de petxina. La façana té una porta d'arc i és curiós el fet que aquesta façana comprèn també l'entrada a una altra casa amb porta i balcó al costat de l'entrada de la capella. El material constructiu és pedra i teules. té un campanar d'espadanya.